# 小行星124104
小行星124104（124104 Balcony）是一颗绕太阳运转的小行星，为主小行星带小行星。该小行星于2001年4月20日发现。
該小行星以法國業餘天文學家弗朗西斯·法克斯（Francis Faux）的暱稱「陽台（Balcony）」命名。

## 轨道参数
小行星124104的轨道半长轴为334 158 573 km，2.2336803 UA，离心率为0.162。